# John Zorn
John Zorn, ameriški skladatelj, instrumentalist in glasbeni producent, * 2. september 1953, New York.
Zorn je ameriški skladatelj in voditelj glasbene skupine. Igra saksofon in klarinet, hkrati dela kot glasbeni producent in je lastnik glasbene založbe Tzadik. Sodeloval je z mnogimi glasbeniki, zlasti na področju neoklasike in jazza.

## Biografija
Zorn je kot otrok igral klavir, kitaro in flavto. Med študijem na fakulteti Webster se je, po navdihu Antonija Brakstona in svojega tamkajšnega učitelja Oliverja Lakea, naučil igrati saksofon.  Na začetku svoje kariere se je zanimal za neoklasiko, v 70ih pa je preusmeril zanimanje k jazzu. Prekinil je formalno izobrazbo in se po daljši poti vrnil nazaj domov v New York, z namenom, da bi se v okolici jugozahodne manhattanske glasbene scene posvetil glasbenim projektom. Med tem časom se je preživljal, med drugim, z delom v trgovini, ki prodaja gramofonske plošče.
K njegovim zgodnjim vplivom spadajo: Brakston,  Eugene Chadbourne, Ornett Coleman in Karlheinz Stockhausen. Zornovo glasbo lahko opišemo kot obdelavo različnih glasbenih stilov, kot so: filmska glasba v risanih filmih, free jazz, hardcore ali judovska folklora.  Zorn pogostokrat povezuje kratke glasbene sekvence v zelo hitrih zaporedjih. Leta 1975 je ustanovil Gledališče glasbene optike in začel skupaj delovati z Chadbourneujem, Tomom Coro, Wayneom Horvitzom, Pollyjem Bradfieldom in LaDonno Smith. Mednarodno prepoznavnost je dosegel v 80ih. V naslednjem desetletju je delal v New Yorku in Tokiu, kjer je napisal in uprizoril veliko del. Leta 1998 je za japonskega izvajalca Merzbow sproduciral album z naslovom 1930.
Pri svojemu delu je Zorn ekspliciten. Nekateri njegovi projekti namreč nosijo judovske elemente. Ustanovil je glasbeno založbo Tzadik. Pri tem je ustvaril tako imenovano »radikalno judovsko kulturo«, kjer je odslovil Manifest radikalnega judizma svoje glasbe.

Razložil je:  
 »Jud je vedno bil izvor dvojne vprašljivosti: vprašljivosti samega sebe in vprašljivosti `drugih`. Zato, ker mu nikoli ne bo ponujena možnost odnehanja biti jud, je prisiljen, izoblikovati vprašanje svoje identitete. Zaradi tega se že od samega začetka sooča z diskurzivnostjo drugega,  pogostokrat je njegovo življenje odvisno od tega.  Prišel sem do ugotovitve, da je jud nekdo, ki verjame naivno, da je sprejet, če nesebično prispeva k svoji gostujoči kulturi. Smo izobčenci tega sveta. To je tisto, kar me navleče na rod, kultura tujega izvora.« -John Zorn

2006 je bil nagrajenec Macarturjevega bratstva, ki se vsako leto podeli najboljšemu posamezniku svobodnega izražanja z ameriškim državljanstvom.

## Glasbena dela
V knjigi Joachima-Ernsta Berendta in Güntherja Huesmanna so bila John Zornova dela razdeljena na osem velikih kategorij.
1. Prosta improvizacija: kjer se John Zorn pri sodelovanju s pozavnistom Jimom Staleyju posveča »klasičnemu vodniku do strateških albumov«. Pri teh posnetkih je uporabil račjo piščal (onomatopoetična piščal). 

2. Igra figur: so improvizacijsko prijazno oblikovana dela brez končne kompozicije, kjer se komunicira s pomočjo znakovne govorice. Vsak posamezni glasbenik lahko vpliva na njen razvoj. K večjimi igrami figur spadajo: zgodnja dela Lacrosse in hokej in Kobra serije, pri katerih instrumentacije in glasbeni ansambli prejemajo od dirigenta navodila v obliki znakovne govorice, ki jih po svoje interpretirajo . Navdih za Zorna so bila tu neoklasilna dela (npr. od Karheinza Stockhausena ali Pierrea Bouleza).

3. Figure kartotečnih kart: pri tej kategoriji Zornovih del prejmejo glasbeniki asociativna navodila, ki se nahajajo na kartotečnih kartah. K najpomembnejšim delom te kategorije spadajo Godard in Spillane. Novost črno-belega filma naj bi bil tu element s  katerega so eklektične kompozicije izhajale.

4. Mesto golih (Naked city): glasbena zasedba, ki je Zornu omogičila, da lahko estetiko podatkovnih kart oprizori v živo. Ostali člani zasedbe so bili Bill Frisell, Wayne Horvitz, Fred Frith in Yamatsuka Eye. Njihova glasba se je skozi čas  vedno bolj gibala v smer Hardcora.

5. Povezava Hardcorea in svobodnega jazza: povezava teh dveh žanrov je bila za Zorna po govoricah nekaterih podobna šok situacija kot učinek glasbe njegovega idola Ornetta Colemana  v 50tih. Tako igra z več ansambli (med drugim pozno mesto golih (Naked city),  Painkiller in nazadnje trojec, Otroci lune (Moonchild trojec)) mešanica svobodnega Jazza, Hardcorea, Punka, Noisea in Death metala. Pogostokrat so bile objave s te kategorije v spremstvu kontroverze, ker so bila dela od Zorna nespodobna naslovljena, ovitke CD-jev pa so krasile grozovite slike.

6. Poklon velikim Jazz kulturam: Zorn je v teku svoje kariere pokazal spoštovanje raznim jazz glasbenikom kot npr. Ornettu Colemanu, Hanku Mobleyu, Leeju Morganu in Sonnyu Clarku. Pri tem je odločeno mejil od tradicionalističnega Young-Lions gibanja od Wyntona Marsalisa, ki ga je opisal kot »rasizem.«

7. Nova glasba:  Posebej v 90tih je nastalo več kompozicij, ki jih je Zorn napisal za koncerte klasičnih glasbenih ansamblov. Sem med drugim spadajo albumi Angelus Novus in Chimeras.

8. Radikalna judovska kultura( Radical Jewish Culture): Od začetka 90tih se Zorn intenzivno posveča obdelavi svojih umetniših, judovskih korenin. Tako sta nastala Masada Songbooks, kot tudi gibanje radikalno judovske kulture, ki je enakočasno tudi ime določnih vrst pri Zornovi založbi Tzadik.
Zorn je skomponiral tudi veliko filmske glasbe, delal za orkestre in ansamble, kot npr. Kronos Kvartet. Na njegovih založbah Tzadik in Avant je veliko količino albumov uigral in sproduciral.
V aktualni izdaji o Knjigi Jazza je John Zorn označen kot izstopajoč in vpliven jazz- glasbenik sodobnega časa. To ovrednotenje je sicer zelo sporno, ker Zornova glasba nasploh ne izhaja iz afro-ameriške glasbene kulture. Kvečjemu ima le velik vpliv nad množico. Zorn pri samemu sebi nepopustljivo zavrača označbo jazz-glasbenika.

## Izbor pomembnih albumov
•1983: Locus Solus, Tzadik, z Wayneu Horvitzu, Artom Lindsayem 

•1985: The Big Gundown, Tzadik,  z Kronos Kvartetom, Timom Bernom, Billom Frisellom, Johnu Pattonu, Tootsu Thielemansu, Vernonu Reidu , Schelleyu Hirschom

•1987: Spillane, (Nonesuch), z Billu Frisellu, Albertu Collinsu, Ronaldu Shannonu Jacksonu, Melvinu Gibbsu in Kronos kvartetom 

•1988: Spy Vs. Spy , (Elektra/Musician),  z Timom Bernu, Markom Dresserjem, Joeyu Baronu 

•1992: Kristallnacht , Tzadik, z Marku Feldmanu, Marcu Ribotu, Anthonyem Colemanu, Markom Dresserjem 

•1992: V živo z Knitting Factorya , (dela Knitting Factory),  z Dougu Wieselmanu, Myru Melfordu, Marcu Ribotu 

•1994: Masada: Alef,(DIW), z Daveom Douglasu, Gregom Cohenu, Joeyu Baronu 

•1996: Bar Kokhba, Tzadik, z Daveom Douglasu, Chrisom Speedu, Johnu Medeskemu, Anthonyem Colemanom, Markom Feldmanu, Gregom Cohenu, Markom Dresserju 

•1997: Filmworks Vol. VIII: 1997, Tzadik,  z Masada String Trio, Marcom Ribotu, Anthonyem Colemanom, Cyro Baptisto, Kennyem Wollesenu 

•1997: V živoz  Jeruzalema ,Tzadik, z Daveom Douglasu, Gregom Cohenu, Joeyu Baronu 

•1998: Downtown Lullaby, Depth of Field,  z Elliottu Sharpu, Waynu Horvitzu, Bobbyem Previteu 

•2000: Masada: V živo iz Seville 2000, Tzadik,  z Daveom Douglasu, Gregu Cohenu, Joeyu Baronu